# 존 & 요코: 어버브 어스 온리 스카이
《존 & 요코: 어버브 온리 스카이》(John & Yoko: Above Us Only Sky)는 2019년 3월 방송된 A&E 네트워크의 다큐멘터리다.
존 레논과 오노 요코의 관계 및 그 관계가 레논의 앨범 《Imagine》에 어떻게 영향되었는가를 크게 다룬다. 삽입영상 중에는 종래 공개되지 않았던 영상도 끼어 있다.